# Platanthera andrewsii
Platanthera andrewsii är en orkidéart som först beskrevs av M.White, och fick sitt nu gällande namn av Carlyle August Luer. Platanthera andrewsii ingår i släktet nattvioler, och familjen orkidéer. Inga underarter finns listade i Catalogue of Life.